# Yaginumaella curvata
Espèce
Yaginumaella curvata est une espèce d'araignées aranéomorphes de la famille des Salticidae.

## Distribution
Cette espèce est endémique du Hunan en Chine,. Elle se rencontre dans le xian de Guidong.

## Description
Le mâle holotype mesure 5,14 mm et la femelle paratype 4,94 mm.

## Systématique et taxinomie
Cette espèce a été décrite par Li, Liu et Peng en 2024.

## Publication originale
- (en) Li, Liu et Peng, « Three new species of jumping spiders (Araneae, Salticidae) from Hunan, China », ZooKeys, vol. 1204,‎ 2024, p. 301-312 (lire en ligne)